# Themis Nunatak
Themis Nunatak är en nunatak i Antarktis. Den ligger i Västantarktis. Argentina, Chile och Storbritannien gör anspråk på området. Toppen på Themis Nunatak är 1 171 meter över havet.
Terrängen runt Themis Nunatak är kuperad åt sydväst, men åt nordost är den platt. Trakten är obefolkad. Det finns inga samhällen i närheten.